# 2020-as labdarúgó-Európa-bajnokság (döntő)
A 2020-as labdarúgó-Európa-bajnokság döntőjét 2021. július 11-én Londonban, a Wembley Stadionban játszották. A döntő két résztvevője Anglia és Olaszország volt. A mérkőzést a hosszabbítás utáni 1–1-es állást követően Olaszország büntetőpárbajban nyerte 3–2-re.

## A helyszín

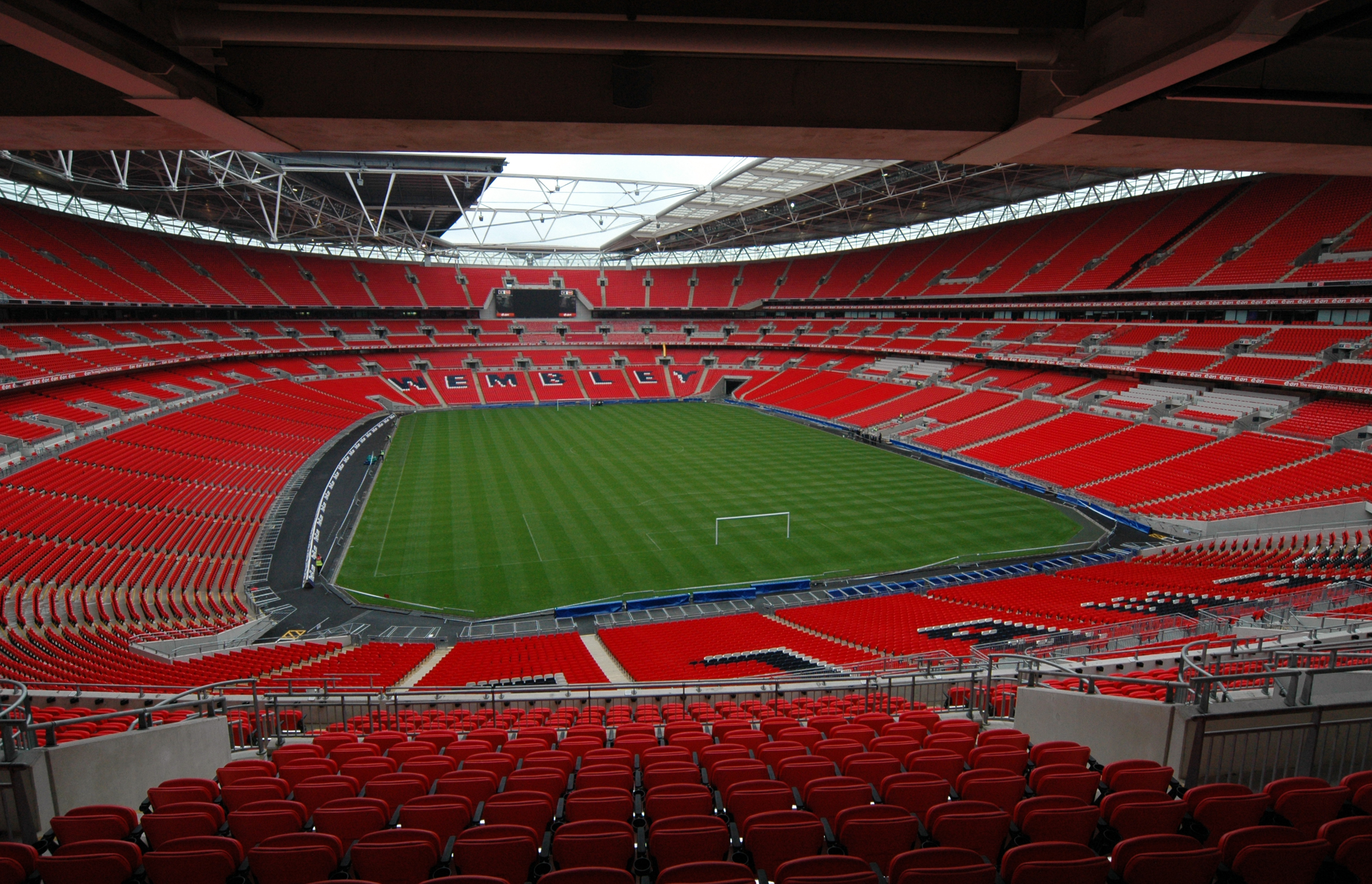
A Wembley Stadion belülről

A döntőt a londoni Wembley Stadion rendezték, Angliában, amely a Brent kerületben található. 2012. december 6-án az UEFA bejelentette, hogy a 2020-as Eb-t Európa-szerte több városba rendezik, az Európa-bajnokság 60. évfordulója alkalmából. A tornának így nincs rendezője és nem jutott ki egy csapat sem automatikusan.
2014. szeptember 19-én az UEFA Végrehajtó Bizottsága a Wembleyt választotta ki a két elődöntő és a döntő helyszínéül, a döntésben szerepet játszott, hogy a döntő csomagra is pályázó müncheni Allianz Arena visszalépett. A rendezési jog elnyerése után London visszavonta az alapcsomagra vonatkozó pályázatát. Ugyanakkor az UEFA Végrehajtó Bizottsága megvonta Brüsszeltől a rendezési jogokat 2017. december 7-én az Eurostadion építésének késése miatt. Az eredeti négy brüsszeli mérkőzést (három csoportkör, egy nyolcaddöntő) London kapta meg, így a Wembleyben hét mérkőzést játszanak.
A Wembley Stadiont 2007-ben adták át, a korábbi Wembley helyén, amelyet 2002–2003-ban elbontottak. A stadion az Angol labdarúgó-szövetség tulajdona, nemzeti stadion, az angol labdarúgó-válogatott itt játssza a hazai mérkőzéseit. A korábbi stadion, régebbi nevén Empire Stadion, 1923-ban nyílt meg, amelyben az 1996-os labdarúgó-Európa-bajnokság számos mérkőzését játszották, köztük a döntőt Németország és Csehország részvételével. A Wembley ezen kívül mindig az angol labdarúgókupa döntőjének helyszíne is 1923 óta (kivéve 2001–06 között, amikor a stadiont újjáépítették).
Az Európa-bajnokság ideje alatt, június 18-i sajtóhírek szerint felvetődött, hogy az elődöntőket és a döntőt a londoni Wembley Stadion helyett Budapesten, a Puskás Arénában rendezzék. Az UEFA illetékeseiben azért merült fel ötletként a változtatás, mert a londoni járványügyi szabályozások negatív hatással lettek volna az elődöntők és a döntők lebonyolítására. UEFA azt közölte a brit kormánnyal, hogy ha nem tudnak biztosítani 2500 jegyet az európai és a nemzetközi szövetség tisztviselőinek a július 6–7-i elődöntőre, valamint a 11-i döntőre, akkor Budapestre viszik a mérkőzéseket. Magyarországon nem voltak belépési korlátozások a schengeni térségen belüli utazásokra és teljes kapacitással rendezte a mérkőzéseket. Június 22-én a brit kormány megváltoztatta a Covid19-pandémiával kapcsolatos korlátozásokat, a megengedhető nézőszámot 60 000-re emelték. A döntő helyszíne London maradt.

## Háttér
Olaszország korábban három Eb-döntőt játszott: 1968-ban hazai rendezésű tornán Jugoszlávia ellen, újrajátszást követően nyertek, 2000-ben aranygóllal vesztettek Franciaország ellen a rotterdami döntőben, majd 2012-ben Spanyolország ellen is vesztettek a Kijevben. A döntőbe egy 33 mérkőzéses veretlenségi sorozattal érkeztek, amely a harmadik leghosszabb 35 mérkőzéses brazil (1993–1996) és spanyol (2007–2009) sorozat után. A mérkőzés előtt legutóbb a 2018. szeptember 10-én kaptak ki Portugáliától a 2018–2019-es UEFA Nemzetek Ligájában.
Anglia az Európa-bajnokságok történetében először szerepel a döntőben. Korábban kétszer estek ki az elődöntőben, 1968-ban és a hazai rendezésű 1996-os tornán. Korábban csak az 1966-os világbajnokságon jutottak nagy tornán döntőben, ez Anglia első döntője azóta. Korábban három alkalom volt, amikor egy csapat hazai pályán játszotta a döntőt és megnyerte: Spanyolország (1964), Olaszország (1968) és Franciaország (1984), ugyanakkor kettő, amely a hazai pályán játszó csapat számára vereséggel zárult: Portugália (2004) és Franciaország (2016).

## Út a döntőig
Az eredmények az adott csapat szempontjából szerepelnek.
| Hely. | Csapat          | M | P |
| ----- | --------------- | - | - |
| 1.    | Olaszország (R) | 3 | 9 |
| 2.    | Wales           | 3 | 4 |
| 3.    | Svájc           | 3 | 4 |
| 4.    | Törökország     | 3 | 0 |

| Hely. | Csapat       | M | P |
| ----- | ------------ | - | - |
| 1.    | Anglia (R)   | 3 | 7 |
| 2.    | Horvátország | 3 | 4 |
| 3.    | Csehország   | 3 | 4 |
| 4.    | Skócia (R)   | 3 | 1 |

## A játékvezetők

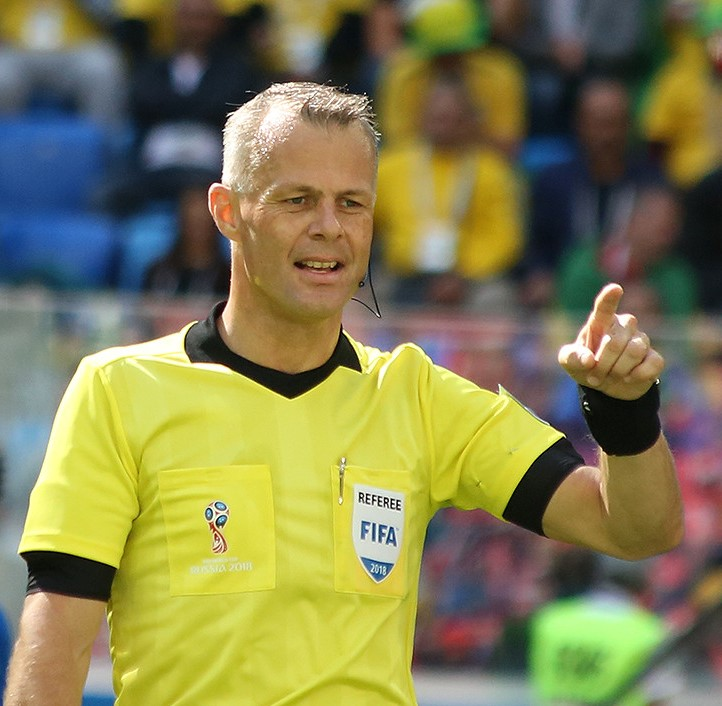
A holland Björn Kuipers, a mérkőzés játékvezetője.

2021. július 8-án az UEFA bejelentette, hogy a holland Björn Kuipers vezeti a döntőt. Holland a két asszisztense, Sander van Roekel és Erwin Zeinstra, valamint a videóbíró egyik asszisztense, Pol van Boekel. A spanyol Carlos del Cerro Grande a negyedik játékvezető, honfitársa Juan Carlos Yuste Jiménez a tartalék játékvezető. A német Bastian Dankert a videóbíró, honfitársai, Christian Gittelmann és Marco Fritz a másik két videóbíró-asszisztens.
Kuipers 2006 óta FIFA-játékvezető, az első holland, aki Eb-döntőt vezet. Ez az ötödik nagy tornája, a 2012-es Eb, 2014-es vb, 2016-os Eb és a 2018-as vb után. A 2020-as Eb-n a Dánia–Belgium, Szlovákia–Spanyolország, és a Csehország–Dánia mérkőzéseket vezette.
A mérkőzés Kuipers kilencedik nemzetközi döntője. Korábban a 2006-os U17-es Európa-bajnokság, a 2009-es U21-es Európa-bajnokság, a 2011-es UEFA-szuperkupa, a 2013-as Európa-liga-döntő, a 2013-as konföderációs kupa, a 2014-es UEFA-bajnokok ligája-döntő, a 2017-es U20-as világbajnokság és a 2018-as Európa-liga-döntőt vezette. A 2014-es világbajnokságon Kuipers vezette az Olaszország–Anglia csoportmérkőzést, amely 2–1-es olasz győzelemmel zárult.

## A mérkőzés

### Részletek
| 2021. július 11. 21:00 (20:00 UTC+1) |

| Olaszország                                   | 1–1 (h. u.)                 | Anglia                            |
| --------------------------------------------- | --------------------------- | --------------------------------- |
| Bonucci 67'                                   | (0–1, 1–1, 1–1) Jegyzőkönyv | Shaw 2'                           |
| Büntetőpárbaj                                 |                             |                                   |
| Berardi Belotti Bonucci Bernardeschi Jorginho | 3–2                         | Kane Maguire Rashford Sancho Saka |

| Wembley Stadion, London Nézőszám: 67 173 Játékvezető: Björn Kuipers (holland) |

| Olaszország | Anglia |

| KA                   | 21 | Gianluigi Donnarumma    |       |      |
| JV                   | 2  | Giovanni Di Lorenzo     |       |      |
| KV                   | 19 | Leonardo Bonucci        | 55'   |      |
| KV                   | 3  | Giorgio Chiellini (csk) | 90+6' |      |
| BV                   | 13 | Emerson                 |       | 118' |
| VKP                  | 8  | Jorginho                | 114'  |      |
| KKP                  | 18 | Nicolò Barella          | 47'   | 54'  |
| KKP                  | 6  | Marco Verratti          |       | 96'  |
| JSZ                  | 14 | Federico Chiesa         |       | 86'  |
| BSZ                  | 10 | Lorenzo Insigne         | 84'   | 91'  |
| KCS                  | 17 | Ciro Immobile           |       | 54'  |
| Cserék:              |    |                         |       |      |
| KP                   | 16 | Bryan Cristante         |       | 54'  |
| CS                   | 11 | Domenico Berardi        |       | 54'  |
| KP                   | 20 | Federico Bernardeschi   |       | 86'  |
| CS                   | 9  | Andrea Belotti          |       | 91'  |
| KP                   | 5  | Manuel Locatelli        |       | 96'  |
| V                    | 24 | Alessandro Florenzi     |       | 118' |
| Szövetségi kapitány: |    |                         |       |      |
| Roberto Mancini      |    |                         |       |      |

| KA                   | 1  | Jordan Pickford  |      |      |      |
| KV                   | 2  | Kyle Walker      |      | 120' |      |
| KV                   | 5  | John Stones      |      |      |      |
| KV                   | 6  | Harry Maguire    | 106' |      |      |
| JSZV                 | 12 | Kieran Trippier  |      | 70'  |      |
| BSZV                 | 3  | Luke Shaw        |      |      |      |
| KKP                  | 14 | Kalvin Phillips  |      |      |      |
| KKP                  | 4  | Declan Rice      |      | 74'  |      |
| JSZ                  | 19 | Mason Mount      |      | 99'  |      |
| BSZ                  | 10 | Raheem Sterling  |      |      |      |
| KCS                  | 9  | Harry Kane (csk) |      |      |      |
| Cserék:              |    |                  |      |      |      |
| KP                   | 25 | Bukayo Saka      |      | 70'  |      |
| KP                   | 8  | Jordan Henderson |      | 74'  | 120' |
| KP                   | 7  | Jack Grealish    |      | 99'  |      |
| CS                   | 11 | Marcus Rashford  |      |      | 120' |
| KP                   | 17 | Jadon Sancho     |      | 120' |      |
| Szövetségi kapitány: |    |                  |      |      |      |
| Gareth Southgate     |    |                  |      |      |      |

| A mérkőzés játékosa: Leonardo Bonucci (Olaszország) Asszisztensek: Sander van Roekel (holland) Erwin Zeinstra (holland) Negyedik játékvezető: Carlos del Cerro Grande (spanyol) Tartalék játékvezető: Juan Carlos Yuste Jiménez (spanyol) Videóbíró: Bastian Dankert (német) Videóbíró-asszisztensek: Pol van Boekel (holland) Christian Gittelmann (német) Marco Fritz (német) | Szabályok - 90 perc - 30 perc hosszabbítás, ha szükséges - Büntetőpárbaj, ha továbbra is döntetlen - Legfeljebb 12 megnevezett cserejátékos - Legfeljebb 5 cserelehetőség, egy hatodik hosszabbítás esetén. A csapatoknak három, hosszabbítás esetén négy alkalmuk van cserélni, amelybe nem tartozik bele a félidő, a hosszabbítás előtti és a hosszabbítás félidei szünete. |

### Statisztika
|                    | ITA | ENG |
| ------------------ | --- | --- |
| Gól                | 0   | 1   |
| Összes lövés       | 6   | 1   |
| Kapura tartó lövés | 1   | 1   |
| Védés              | 0   | 1   |
| Labdabirtoklás     | 62% | 38% |
| Szöglet            | 1   | 2   |
| Szabálytalanság    | 6   | 5   |
| Les                | 2   | 1   |
| Sárga lap          | 0   | 0   |
| Piros lap          | 0   | 0   |

|                    | ITA | ENG |
| ------------------ | --- | --- |
| Gól                | 1   | 0   |
| Összes lövés       | 9   | 3   |
| Kapura tartó lövés | 4   | 0   |
| Védés              | 0   | 3   |
| Labdabirtoklás     | 65% | 35% |
| Szöglet            | 1   | 2   |
| Szabálytalanság    | 10  | 2   |
| Les                | 0   | 0   |
| Sárga lap          | 4   | 0   |
| Piros lap          | 0   | 0   |

|                    | ITA | ENG |
| ------------------ | --- | --- |
| Gól                | 0   | 0   |
| Összes lövés       | 5   | 2   |
| Kapura tartó lövés | 1   | 0   |
| Védés              | 0   | 1   |
| Labdabirtoklás     | 57% | 43% |
| Szöglet            | 1   | 1   |
| Szabálytalanság    | 5   | 6   |
| Les                | 3   | 0   |
| Sárga lap          | 1   | 1   |
| Piros lap          | 0   | 0   |

|                    | ITA | ENG |
| ------------------ | --- | --- |
| Gól                | 1   | 1   |
| Összes lövés       | 20  | 6   |
| Kapura tartó lövés | 6   | 1   |
| Védés              | 0   | 5   |
| Labdabirtoklás     | 62% | 38% |
| Szöglet            | 3   | 5   |
| Szabálytalanság    | 21  | 13  |
| Les                | 5   | 1   |
| Sárga lap          | 5   | 1   |
| Piros lap          | 0   | 0   |